# Diócesis de Saint John-Basseterre
La diócesis de Saint John-Basseterre (en latín: Dioecesis Sancti Ioannis Imatellurana y en inglés: Roman Catholic Diocese of Saint John's–Basseterre) es una circunscripción eclesiástica de la Iglesia católica en las Antillas menores. Se trata de una diócesis latina, sufragánea de la arquidiócesis de Castries. Desde el 18 de diciembre de 2018 su obispo es Robert Anthony Llanos.

## Territorio y organización

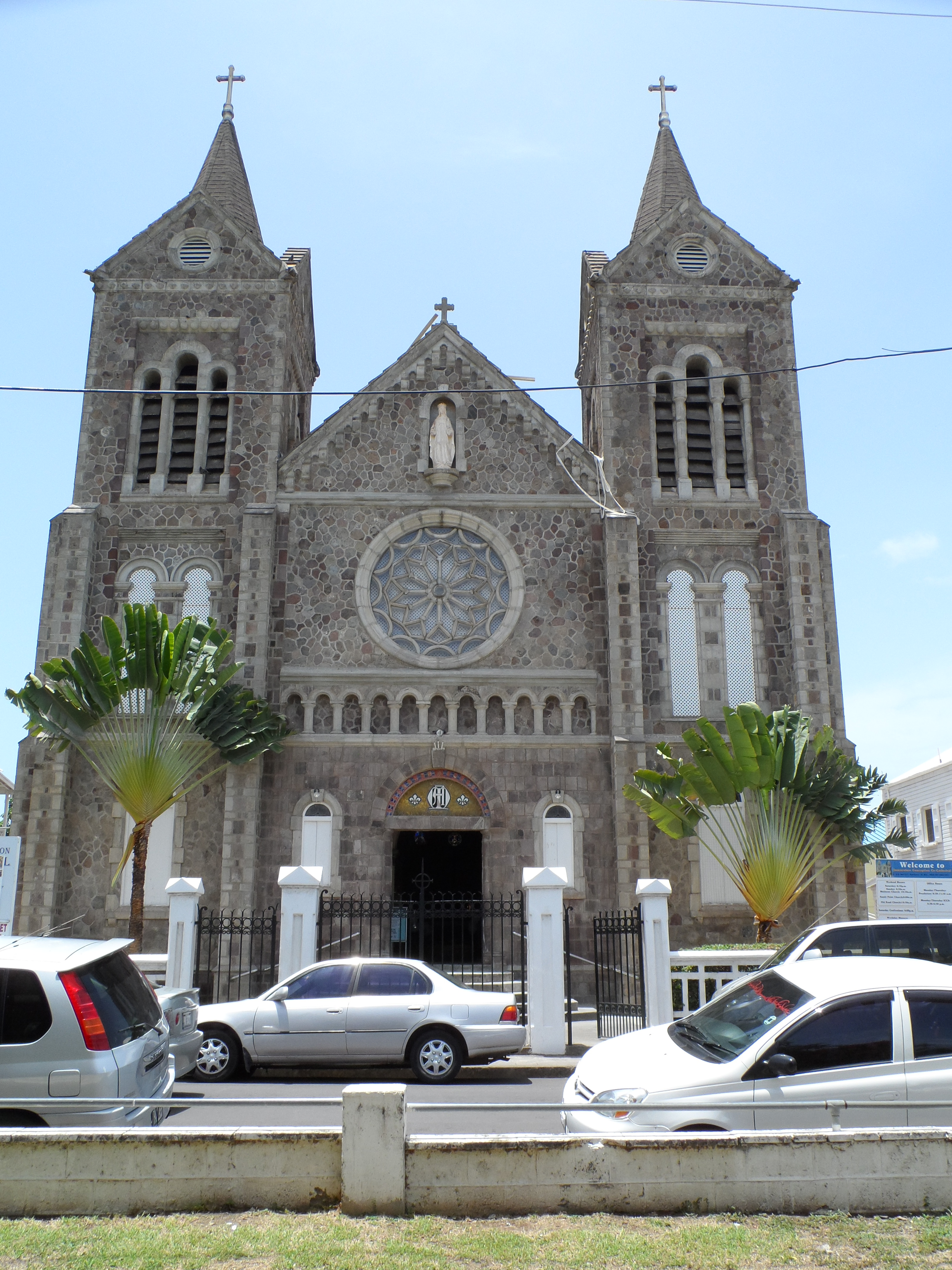
Concatedral de la Inmaculada Concepción, en Basseterre

La diócesis tiene 1043 km² y extiende su jurisdicción sobre los fieles católicos de rito latino residentes en los países de Antigua y Barbuda y San Cristóbal y Nieves, y en las dependencias de ultramar del Reino Unido de: Montserrat, Anguila y las Islas Vírgenes Británicas.
La sede de la diócesis se encuentra en la ciudad de Saint John (en Antigua y Barbuda), en donde se halla la Catedral de la Sagrada Familia. En Basseterre (San Cristóbal y Nieves) se encuentra la Concatedral de la Inmaculada Concepción.
En 2022 en la diócesis existían 10 parroquias.

## Historia
La diócesis de Saint John fue erigida el 16 de enero de 1971 mediante la bula Cum nobis del papa Pablo VI separando territorio de la diócesis de Roseau.
El 21 de junio de 1981 tomó su nombre actual mediante el decreto Plures in Mari de la Congregación para la Evangelización de los Pueblos.

## Estadísticas
Según el Anuario Pontificio 2023 la diócesis tenía a fines de 2022 un total de 14 997 fieles bautizados.
| Año                                                                             | Población            | Población | Población      | Sacerdotes | Sacerdotes    | Sacerdotes    | Bautizados por sacerdote | Diáconos permanentes | Religiosos | Religiosos | Parroquias |
| Año                                                                             | Bautizados católicos | Total     | % de católicos | Total      | Clero secular | Clero regular | Bautizados por sacerdote | Diáconos permanentes | Varones    | Mujeres    | Parroquias |
| ------------------------------------------------------------------------------- | -------------------- | --------- | -------------- | ---------- | ------------- | ------------- | ------------------------ | -------------------- | ---------- | ---------- | ---------- |
| 1976                                                                            | 11 640               | 130 907   | 8.9            | 12         |               | 12            | 970                      |                      | 19         | 24         | 12         |
| 1980                                                                            | 11 803               | 130 907   | 9.0            | 12         | 1             | 11            | 983                      |                      | 21         | 16         | 11         |
| 1990                                                                            | 14 286               | 156 454   | 9.1            | 15         | 5             | 10            | 952                      | 1                    | 17         | 23         | 10         |
| 1999                                                                            | 14 313               | 131 098   | 10.9           | 17         | 4             | 13            | 841                      | 5                    | 18         | 16         | 10         |
| 2000                                                                            | 14 402               | 131 187   | 11.0           | 16         | 4             | 12            | 900                      | 5                    | 17         | 15         | 10         |
| 2001                                                                            | 14 537               | 131 301   | 11.1           | 15         | 4             | 11            | 969                      | 4                    | 15         | 12         | 10         |
| 2002                                                                            | 15 233               | 137 204   | 11.1           | 14         | 3             | 11            | 1088                     | 4                    | 14         | 9          | 9          |
| 2003                                                                            | 15 322               | 137 293   | 11.2           | 15         | 4             | 11            | 1021                     | 4                    | 14         | 12         | 10         |
| 2004                                                                            | 15 423               | 137 394   | 11.2           | 17         | 6             | 11            | 907                      | 4                    | 11         | 12         | 10         |
| 2010                                                                            | 14 878               | 169 787   | 8.8            | 8          | 8             |               | 1859                     | 5                    |            | 7          | 10         |
| 2014                                                                            | 16 743               | 186 880   | 9.0            | 12         | 3             | 9             | 1395                     | 3                    | 9          | 12         | 13         |
| 2017                                                                            | 17 515               | 197 594   | 8.9            | 19         | 6             | 13            | 921                      | 4                    | 13         | 8          | 10         |
| 2020                                                                            | 17 807               | 200 095   | 8.9            | 16         | 4             | 12            | 1112                     | 9                    | 12         | 8          | 10         |
| 2022                                                                            | 14 997               | 202 822   | 7.4            | 14         | 5             | 9             | 1071                     | 8                    | 9          | 9          | 10         |
| Fuente: Catholic-Hierarchy, que a su vez toma los datos del Anuario Pontificio. |                      |           |                |            |               |               |                          |                      |            |            |            |

## Episcopologio
- Joseph Oliver Bowers, S.V.D. † (16 de enero de 1971-17 de julio de 1981 retirado)
- Donald James Reece (17 de julio de 1981-12 de octubre de 2007 nombrado arzobispo coadjutor de Kingston en Jamaica)
  - Sede vacante (2007-2011)[nota 1]
- Kenneth David Oswin Richards (19 de noviembre de 2011-29 de abril de 2016 nombrado arzobispo de Kingston en Jamaica)
  - Sede vacante (2016-2018)
- Robert Anthony Llanos, desde el 18 de diciembre de 2018[nota 2]